# Batalha da ilha Terceira

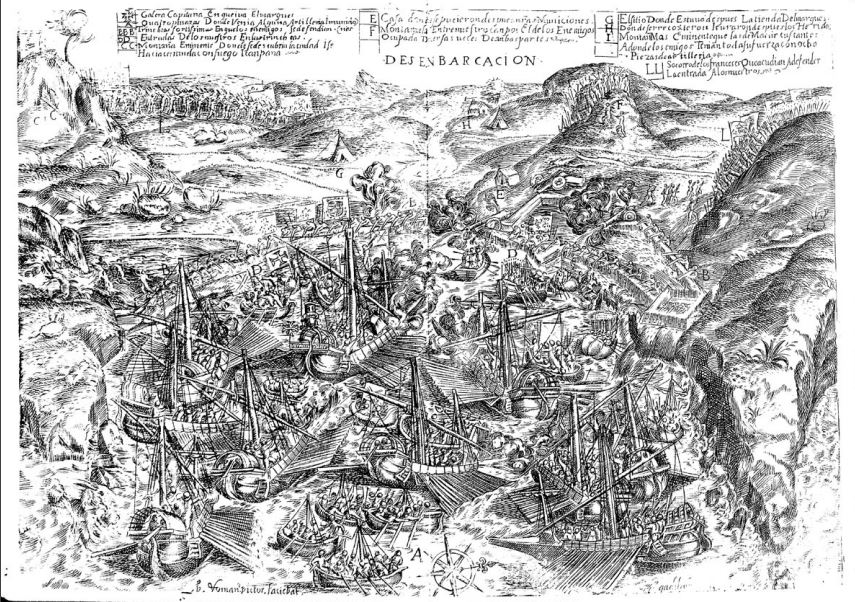
Desembarque da Baía das Mós (gravura em cobre publicado em Cristóbal Mosquera de Figueroa, «Comentario en breve compendio de disciplina militar, en que se escriue la jornada de las islas de los Açores». Madrid, Luiz Sanchez, 1596.

Desembarque da Baía da Mós ou batalha da ilha Terceira (em castelhano:  Batalla de la isla Terceira) foi uma operação militar levada a cabo nos dias 26 e 27 de julho de 1583 por uma força espanhola, comandada por D. Álvaro de Bazán, marquês de Santa Cruz de Mudela, que pôs termo à resistência da ilha Terceira ao domínio de Filipe II de Espanha.

## Enquadramento geo-político
No contexto da crise de sucessão de 1580, os Açores declararam-se a favor de D. António, o Prior do Crato, e, sob a liderança do corregedor Ciprião de Figueiredo, prepararam-se para a resistência armada.
Aconselhada pelo capitão do donatário na ilha, Rui Gonçalves da Câmara, futuro 1.º conde de Vila Franca em prémio dos seus serviços a Castela, a aristocracia micaelense aderiu ao partido de Filipe II de Espanha, entregando a ilha voluntariamente.
Pelo contrário, na Terceira, a nobreza e o povo de Angra, sede do bispado açoriano e residência do corregedor, decidiu manter a sua adesão à causa antonina, tornando-se o principal centro de resistência à união com Castela.
Numa primeira tentativa de conciliação, Filipe II enviou emissários à ilha, com promessas de perdão pela rebeldia e generosas honrarias, as quais foram rejeitadas. Face ao insucesso da diplomacia, em Julho de 1581 enviou uma expedição militar para submissão da ilha, a qual acabou derrotada na batalha da Salga, sendo obrigada a retirar.
No Verão do ano seguinte, já quando o rei D. António I se encontrava nos Açores com uma armada francesa comandada por Filippo Strozzi, Filipe II enviou uma nova e mais poderosa armada às águas dos Açores.  Tendo D. António retomado parcialmente o controlo da ilha de São Miguel, as armadas acabaram por dar batalha ao largo daquela ilha, num recontro que ficou conhecido como a Batalha Naval de Vila Franca, de que resultou o desbarato das forças luso-francesas. Perdida definitivamente a ilha de São Miguel, D. António refugiou-se na Terceira, de onde partiu novamente para o exílio em França.
Dada a importância geoestratégica do arquipélago, Filipe II resolveu preparar uma poderosa expedição, entregando o seu comando a D. Álvaro de Bazán, o seu mais experiente almirante. Foi essa armada que em Julho de 1583 partiu de Lisboa à conquista da Terceira.
A descrição que se segue é retirada dos Anais da Ilha Terceira, de Francisco Ferreira Drummond.

## Partida da expedição
A armada castelhana saiu de Lisboa a 26 de Junho de 1583, dois anos após a batalha da Salga.
A força naval constava de 12 galeras, 2 galeões e mais de 31 naus grossas, barcos e baixeis de menor grandeza, fretados a diferentes nações.
O comando da expedição, com o título de general de mar e terra, estava confiado ao marquês de Santa Cruz de Mudela, D. Álvaro de Bazán, o herói da batalha de Lepanto.
Embarcaram-se nesta poderosa armada 10 000 soldados veteranos espanhóis, 1 600 alemães, duas companhias de italianos e uma de portugueses. Serviam de mestres de campo D. Lopo de Figueroa, D. Francisco de Bobadilla e D. Juan de Sandoval y Borja, filho do marquês de Denia, que depois seria o 1.º marquês de Villamizar.
Ao regimento dos alemães comandava o conde Jerónimo de Lodron, aos italianos Luigi Pignatelli e Ludovico Afflicto e aos portugueses D. Félix de Aragão.

## Chegada da Armada a São Miguel
A 3 de Julho chegaram à vista da ilha de São Miguel, mas por serem os ventos escassos, como a esquadra se não podia aproximar da terra e não queria demorar-se, enviou o marquês um barco com ordem ao mestre de campo Agustín Iñiguez de Zárate, para que este, com os 2 000 espanhóis que no ano antecedente haviam ficado naquela ilha, se embarcasse nas galeras ancoradas no porto de Ponta Delgada.
Porém, fazendo o marquês força de vela, a 19 de Julho entrou em Vila Franca do Campo, a carregar artilharia, bestas, munições de guerra e outros bastimentos, passando logo depois àquele porto da cidade de Ponta Delgada, onde uma parte da armada tinha fundeado.
Mandou igualmente para bordo os cinco soldadas que tinham ido da Terceira àquela ilha saber notícias, os quais ele muito folgou achar, desenvolvendo o intento de os remeter com embaixada ao conde Manuel da Silva Coutinho que comandava as forças acantonadas na Terceira.
Dispostas ali do melhor modo as coisas, com tão poderosa armada e tanta gente de guerra, se animou o marquês a voltar sobre ilha Terceira, para a qual, em razão do vento noroeste, não pôde navegar antes do dia 22 de Julho .

## Chegada da armada à Terceira
No dia 24 de Julho aproximou-se da ilha e foi visto pela parte do norte, de forma que às 9 horas do mesmo dia se achavam as galés sobre a praia da vila de São Sebastião, no lugar denominado o Porto Novo .
Tocou-se logo na vila da Praia a rebate, pondo-se em ordem de guerra toda a milícia; e o mesmo se fez em São Sebastião e na cidade de Angra, em cuja praça mandou o conde Manuel da Silva Coutinho ajuntar os carros de artilharia e a gente de cavalo, comandada pelo esforçado Gaspar de Goão. Nesse mesmo dia, passou revista à infantaria de toda aquela vasta capitania, e aos seus comandantes, estando presentes os cirurgiões e capelães do exército. Também foram ali reunidas as munições, bagagens e os necessários mantimentos para vários dias; o que tudo andava prevenido há muito tempo.
Em toda a costa mandou o conde pôr vigias. Contudo, já a pequena guarnição que se achava nos fortes  de São Sebastião, Pesqueiro e São Francisco tinha feito sinal, batendo com muita e mui grossa artilharia as galés que se tinham aproximado daquele porto.

### Bloqueio do porto de Angra e reconhecimento das costas da ilha
Chegando o marquês defronte de Angra, achou no seu porto ancorada a frota em que tinha vindo de Belle Isle as forças francesas comandadas por Aymar de Clermont de Chaste, o comendador de Chaste, e bem assim outros navios de mercadores; e indo dar fundo na enseada que chamam baía das Mós, começou a reconhecer a ilha; em consequência do que achou não estar ela menos fortificada do que lhe tinham informado.
Em todo aquele dia 24 de Julho, durante a noite, e no dia imediato, que era o do Apóstolo Santiago, se ocupou o marquês em reconhecer a situação e estado da ilha.
Os mestres de campo D. Francisco de Bobadilla, Agustín Iñiguez de Zárate, e outras capitães, cada um de per si, e algumas vezes juntos, se ocuparam deste exercício. 
O próprio D. Álvaro de Bazán, com D. Cristóbal de Eraso, o seu lugar-tenente, guiados por Aleixo Pacheco de Lima, Melchior Veloso, Diogo Gonçalves Ferreira e Domingos Álvares, pessoas da governança da referida vila de São Sebastião, andou de noite sondando a baía e observando onde havia menos morrões acesos, procurando os lugares e pedras mais convenientes ao desembarque do exército.
E apesar dos diferentes pareceres a este respeito, achou ser melhor porto o denominado das Mós, abaixo da vila de São Sebastião, distante duas léguas de Angra e uma da vila da Praia. Mandou portanto o marquês bloquear o porto de Angra por quatro galeras a fim de que os navios não saíssem a perturbá-lo.
Começado no reconhecimento da ilha, logo as guarnições dos fortes lhe haviam atirado muitas descargas de artilharia, que lhe não fizeram dano algum; motivo por que ele disso não fez caso, antes mandou que a armada não tomasse vingança alguma do insulto que se lhe fazia.

### Tentativa de solução negociada
Querendo D. Álvaro de Bazán intentar todos os meios de pacificação, enviou um trombeta  e um emissário a terra, convidando os seus moradores para aceitarem perdão de vidas e fazendas, navios para os estrangeiros se embarcarem e saírem com suas armas, bandeiras e tambores. Porém, os de terra, cruelmente, fizeram retroceder a embaixada, disparando-lhe muitos tiros de artilharia.
Esta resposta, assaz dura, desiludiu o marquês, pois ele estava persuadido de que à vista de poder tão formidável as defensores da Terceira abandonariam o projecto de a resistir.
Para que do perdão constasse em toda a ilha e restassem quaiaquer dúvidas sobre as suas intenções, furtivamente, de noite, lançou em terra dois daqueles soldados terceirenses que tomara na ilha de São Miguel e que desta ilha tinham ido saber notícias, entregando-lhes cartas para o conde Manuel da Silva Coutinho e mais pessoas da governança, com a cópia da amnistia geral, prometendo-lhe ainda, por esta última vez, outros partidos bem vantajosos a todos eles.
No entretanto os galeões e galés de armada tinham amanhecido entranhados na mencionada baía das Mós, esperando a resposta das cartas; e as outras embarcações estavam aproximadas à pedra em diferentes partes da costa do sul, tornando incerto o desembarque do inimigo.
Achava-se o conde neste dia ao portão de São Bento, extramuros de Angra, com a gente de cavalo, pois havia destacado a maior força para a Praia; e chegando ali os dois emissários, lhe entregaram a ele próprio, como lhes era determinado, as cartas do marquês, as quais ele aceitou, abriu, e leu em silêncio.
Acabando porém de as ler, voltou-se para a gente de guerra, nobres e magistradas da cidade, e lhes disse que naquela armada apenas vinham 7 000 homens, força que os não devia intimidar, e, dirigindo-se aos portadores das cartas, acrescentou que fossem dizer ao marquês que ele, confiado em Deus, esperava repelir as forças castelhanas e ver antes de um ano restaurado Portugal.
Com esta altiva e terminantíssima resposta despediu os dois enviados, que logo se recolheram à armada onde os esperava o marquês, o qual, vendo assim desprezada a sua proposta, decidiu tentar o desembarque por ali no dia seguinte, que era o da gloriosa Santa Ana, 26 de Julho de 1583, considerado, por muitas razões que bem o convenceram , ser mais conveniente pelejar contra a dificuldade da natureza que resultavam da aspereza da costa do que contra os reparos de artilharia dos fortes que protegiam o areal da Praia.

## O desembarque
D. Álvaro de Bazán determinou portanto, que, sem perder tempo, as galeras, caravelas e outros navios pequenos, em diversas partes da costa do sul, acometessem a ilha com ataques falsos, inquietando e dividindo os defensores da ilha, especialmente a Praia, onde era de supor o desembarque, com o fim de que, marchando a defendê-la, o conde deixasse franca entrada ao exército na sobredita enseada das Mós.
O estratagema de D. Álvaro de Bazán surtiu efeito, porque achando-se ali cinco companhias, uma de franceses e quatro de portugueses, duas destas fez o conde marchar para o forte de Santa Catarina do Cabo da Praia, deixando ali apenas três, as quais não eram guarnição suficiente para este ponto caso fosse directamente atacado.
Perseverava o conde Manuel da Silva Coutinho em defender a ilha, repartindo a gente em seus postos, e contudo o comendador de Chaste não se agradava do plano estabelecido para a defesa. Parecia-lhe que havia pouca gente para defender tantos fortes afastados uns dos outros, de forma que o primeiro não podia socorrer o último, nem ainda o do meio, pela grande distância e aspereza dos caminhos. Propôs se formasse um esquadrão volante, para acudir aonde conviesse; mas não havia gente para isso, pelo muito que havia a defender .
Para remediar de alguma forma aquela falta, e se darem prontamente os avisos, puseram sobre as montanhas alguns sinos para com eles tocarem a rebate.
Todavia, ainda que o conde estava deliberado a defender-se, tinha mandado fazer no Porto de Pipas, de Angra, uma caravela muito ligeira, dizendo que era para os avisos; o que deu lugar a suspeitar-se e falar-se mal dele em público , pelo empenho que mostrou na construção dela, assistindo quase efectivamente no porto até ser de todo acabada.
Certo o marquês de Santa Cruz de que não havia mais que esperar, depois de tentar vários acometimentos em diferentes postos da ilha para distrair os defensores, na noite de 25 para 26 de Julho destacou 4 000 homens escolhidos, entre os quais se contavam alguns alemães, italianos e portugueses, entregando esta força aos mestres de campo D. Francisco de Bobadilla e D. Agustín Iñiguez de Zárate.
O próprio marquês se embarcaram com esta força nas galés, batéis e outros navios pequenos, que remaram em direitura ao Porto das Mós, onde chegaram ao romper de alva, sem de terra serem vistos, deixando ordem para que os seguisse o resto do exército.
Estava o mar em grande bonança, e em diversas partes se tocava a rebate porque, como ficou atrás dito, alguns navios fingiam querer lançar gente na ilha. Achou ali o marquês três fortes  cercados de grossa muralha, tudo em melhor estado do que se lhe afigurava ao longe.

### A testa de ponte
Ao aproximarem-se de terra, as embarcações dispararam toda a sua artilharia, com o fim de efectuarem o desembarque mais a seu salvo ao abrigo da fumaça; o que sem causar dano algum aos defensores daqueles fortes, os advertiu de que o inimigo intentava efectivamente desembarcar naquele ponto; em consequência do que acorreram logo à defesa. De todas as partes começou um fogo violentíssimo, e a Baía das Mós tornou-se um teatro de horrores.
Achava-se naquele posto uma companhia de franceses, da qual era comandante Monsieur Bourguignon, e duas de portugueses, a saber, a dos Biscoitos, de que era capitão António Álvares Rafael , e a da vila de São Sebastião, comandada pelo capitão Domingos de Toledo, que também era comandante do forte de São Sebastião no posto daquela vila . Em todas estas companhias não havia mais do que 200 homens.

### O assalto aos fortes da costa
Apesar desta guarnição ser tão diminuta para defender os três fortes que ali havia, enquanto os soldados castelhanos e estrangeiros, com nobre emulação entre si, lançavam as pranchas, e lutando com o perigo da água, com a dificuldade da subida e com os inimigos, procuravam ganhar a frente, os defensores do forte  descarregavam sobre eles um chuveiro de balas e de metralha, com morte de muitos de seus inimigos.
E sem embarga de que o assalto se dava desordenadamente, por não o permitir melhor o lugar, os mestres de campo referidos, Bobadilla e Iñiguez, à testa dos soldados animosamente porfiavam escalar o forte.
Aqui se distinguiu muito singularmente, e perdeu a vida, o capitão Rosado, valente espanhol, que já na batalha naval de Vila Franca assinalara o seu nome por acções de grande valor militar.
Também ganharam fama de valorosos guerreiros os capitães Manuel da la Vega, D. Agustín de Herrera, D. Antonio de Passos, D. Juan de Luna, e outros nobres espanhóis e soldados conhecidos das diferentes nações que seguiram esta empresa, não sendo os portugueses os últimos.
Quanto aos defensores do forte, procedeu com tanta bizarria o comandante dos franceses, o dito Mr. Bourguignon, que ferido de muitas balas, e próximo já a morrer, até de joelhos pelejou.
Com igual valor se houve o capitão dos Biscoitos, António Álvares Rafael, e a não ser tão grande a força que sobre a sua companhia veio, nunca arredaria pé do campo. Da mesma forma procedeu o dito capitão Domingos de Toledo, que só ficou prisioneiro quando, gravemente ferido, caiu por terra.

### Tomada do forte de São Sebastião
Porém, conseguindo os castelhanos desmontar uma peça de peão que no forte havia, e que tanto estrago lhes causara, desanimaram os defensores do forte, e a companhia da vila de São Sebastião foi retirando e pelejando frouxamente, enquanto o capitão dos Biscoitos, António Álvares Rafael, sustentava com a sua gente o ímpeto dos inimigos que de todas as partes caíam sobre ele; e, finalmente, vendo lhe matavam muita gente, e que tocando-se rijamente a rebate não chegava socorro algum, desamparou o lugar, ficando somente os franceses, os quais, morto o seu capitão, ainda resistiram por muito tempo até lhe restarem unicamente 11 soldados, e vendo-se de mais a mais desamparados dos portuguesas, abandonaram o campo.
Desta forma, em menos de uma hora ocuparam os castelhanos aquele forte e trincheiras adjacentes.

### A vinda de reforços
Conhecido o assalto pelo som dos sinos e fogos postos sobre as montanhas, marcharam imediatamente as tropas que se achavam destacadas em diversos pontos da ilha: e não se demorou o conde Manuel da Silva Coutinho com a maior força do exército, que com ele estava guarnecendo a baía da vila da Praia.
Porém, a meio caminho, sabendo achar-se o inimigo já em terra e senhor dos fortes, fez alto sobre a Ladeira da Vigia, na vila de São Sebastião, de onde avistava o arraial castelhano, e tratou de pôr em ordem a gente que se lhe vinha reunindo para descer sobre ele oportunamente.
Já naquele tempo o marquês D. Pedro de Toledo, D. Cristóbal de Eraso, e outros grandes cabos de guerra, se achavam com o marquês de Santa Cruz à frente das muitas tropas que sucessivamente iam desembarcando em terra.
Tendo segura a retaguarda pela parte do mar com o bloqueio às embarcações surtas no porto de Angra, tratou o dito marquês de formar um grande esquadrão com tropas de todas as nações para resistir aos portugueses.
Como estes se demoravam, teve oportunidade de melhorar a disposição das suas forças, formando o seu campo com 5 000 homens de guerra.
Continuando o desembarque muito a seu salvo, às 10 horas da manhã tinha posto em terra 16 000 homens, com 6 peças de campanha, força muito superior à da ilha, e em tal ordem e disciplina que era muito para temer.

## As batalhas do Vale dos Tabuleiros e do Pico das Contendas
Ao meio-dia em ponto, estavam por parte da ilha incorporados 8 000 portugueses, franceses e ingleses e tinha ficado em Angra uma suficiente guarnição, a cargo dos capitães Miguel da Cunha, Sebastião do Canto, que servia na fortaleza, e Tomás de Porras Pereira. Na vila da Praia deixou o conde duas companhias.
Achava-se também no seu campo 400 homens de cavalo; e em todos os corpos deste exército reinava o maior entusiasmo de valor, tocando caixas, pífaros, tambores e outros instrumentos bélicos, dispondo-se já cair impetuosamente sobre o inimigo.
Destinava o conde acometer o campo do marquês com todas as suas forças; e contudo sobre isto houve diferentes pareceres, decidindo-se finalmente que por ora se destacasse gente a escaramuçar e impedir a fortificação, e que ao mesmo tempo se cortasse a marcha sobre a estrada da beira-mar, que vai ao caminho da Salga, por onde ele podia facilmente recolher-se à cidade; enquanto o conde estendia uma linha para encadear as duas montanhas com o vale, tomando a frente do inimigo, de forma que lhe não restasse esperança de salvamento senão retirando-se outra vez ao mar.
Com aqueles objectivos, o conde Manuel da Silva Coutinho destacou o comendador de Chaste, com os seus franceses, para assenhorear-se do Pico dos Cornos, ao levante do arraial inimigo; e ordenou ao capitão António da Silva que com 2 000 portugueses ocupasse as faldas do Pico das Contendas da parte do poente, defendendo a sobredita estrada da beira-mar.
Entretanto o conde com o resto do exército defendia o centro do vale, postando-se no campo plano a que chamam Tabuleiros, lugar eminente, no princípio do qual estava o marquês senhor dos fortes e terreno a eles contíguo.
Não cessavam as escaramuças na vanguarda dos exércitos, com grande valor de parte a parte; e sendo conhecida a vantagem da gente da ilha, pelo uso das lanças e dardos, com que duas vezes tinham ganhado as primeiras trincheiras, e da terceira vez chegado às segundas, ordenou o marquês prover os seus de um grande número daquelas armas, com que em breve tempo repeliu e fez retirar os portugueses por estarem já muito cansados da vigília da noite e dos trabalhos daquele dia.
Sem embargo daquela vantagem, não ganhou o marquês terreno algum para a frente, ainda que bem mostraram ser homens de experiência e valor (segundo a descrição que António de Herrera faz da batalha) Manuel da Veiga, Agustín de Herrera, Vicente Castellolin, Juan de Texeda, Luiz de Guevara, D. António de Passas Soutomayor, D. Juan de Luna, e outros muitos.

### Tentativa de utilizar o estratagema do gado
Às 4 horas da tarde mandou o conde Manuel da Silva Coutinho trazer 2 000 vacas, e determinou que amarradas em cobras fossem lançadas sobre o exército do marquês, pensando obter o mesmo feliz resultado que no ano de 1581 conseguiu o governador Ciprião de Figueiredo na batalha da Salga.
O comendador de Chaste não concordou com a utilização deste estratagema, argumentando contra ele porque, além de ocioso e irrisório, inculcava pusilanimidade no seu autor; acrescentando que o marquês de Santa Cruz, tão experimentado nas coisas da guerra, não ignoraria o meio de frustrar semelhante engano; e de mais a mais, que não faltaria quem dissesse ser isto um oportuno refresco de víveres enviado ao inimigo.
Não deixava o conde na verdade de se persuadir da força destes argumentos, e bem quisera ele atendê-los e respeitá-los, se não estivesse resolvido a valer-se de todos os meios, quaisquer que eles fossem, para assegurar-se da vitória.
Via também o conde ser aquele estratagema reclamado em altas vozes, e aplaudido pela maior parte das tropas a seu comando, por entender que com o abrigo do gado teria grande vantagem para medir-se com os castelhanos braço a braço.
Pelo que, não aguardando mais tempo, mandou o conde pôr o gado na vanguarda do exército, e após ele a cavalaria e a infantaria; e de todos os lados investiu o exército castelhano, cuja maior parte ocupava o meio do vale ao poente.

### Os recontros de 26 de Julho
Contra inimigo tão furioso e indómito não havia mais resistência a opor: cerrar colunas e formar quadrado seria o mesmo que opor-se a uma impetuosa torrente que tudo arrasa; pelo que a uma voz, e ao mesmo tempo e sinal, mandou o marquês abrir as fileiras, dando franca passagem ao gado, e esperou com a maior intrepidez o encontro da cavalaria e infantaria que vinha atrás do gado.
Travou-se portanto ali uma cruel batalha, que depois de grande mortandade de uns e de outros, com a interposição da noite, deixou incerta a vitória, e sofrendo a espanhóis um prejuízo considerável de algumas peças de artilharia que os nossos tinham em bons postos, mas os portugueses perderam o valente general António da Silva, sobrinho do conde .
Vendo então o marquês perigo em que se achava, mandou outra vez um emissário, oferecendo ainda os mesmos partidos que de antes oferecera; e porque disto não fez caso o conde Manuel da Silva Coutinho, preparou-se o marquês de Santa Cruz de Mudela para no dia 27 experimentar o último resultado de suas armas.
Em todo aquele dia 26 de Julho não se observou no conde o menor sinal de abatimento, antes tem contrário ordenou que todos estivessem prontos, porque naquela noite mandaria conduzir para ali 50 peças de artilharia, e com elas pretendia cercar o inimigo e desfazer-lhe as trincheiras com menos perigo da sua gente, que já se achava senhora das melhores posições.
Muito bem pareceu esta proposição, em consequência da qual se tranquilizaram os ânimos de todos, esperando com impaciência o dia seguinte.

### Fuga do conde Manuel da Silva Coutinho
Mas nada disto aconteceu porque o conde, possuído de medo, se não mostrava já o mesmo homem corajoso: em vez de pôr os últimos esforços ao combate, cuidava só em procurar meios de se evadir da ilha para fora; para o que, perto da noite, havia mandado buscar a caravela ligeira, construída, como fica dito, no porto de Angra, dizendo que era para sair a reconhecer 80 velas que apareciam ao norte da ilha.
Invenção tão manifesta não pôde escapar à inteligência e vigilância os capitães das fortalezas de Angra, que, atirando sobre dita caravela, a não deixaram sair do porto.
Não eram vãs estas suspeitas porquanto Manuel da Silva estava tratando com os franceses para eles abandonarem o seu posto logo que sentissem uma peça de recolher; e quando esta se ouviu, logo se conheceu que a detença do conde em chegar com a artilharia prometida não podia ter outra causa senão a cobardia ou traição.
Já neste tempo o marquês de Santa Cruz sabia os passos do conde, porque um Diogo Dias, natural de Angra, ouvindo lá o que se contava a respeita da caravela, foi a cavalo ao arraial do marquês contar-lhe o caso; do que ele ficou muito contente, e desde já contando com a posse da ilha.
Retirados assim os franceses de seu posto, logo ao amanhecer deram os espias do marquês pela falta, e se foram estendendo e apoderando dele, enquanto sobre o arraial dos portugueses, na encosta do Pico das Contendas, da parte do nascente, vinham alguns soldados de cavalo, gritando em altas vozes: — “Traição, traição!”.
Os mesmos soldados não só davam a infausta notícia da fuga do conde, chefe do exército, da do comendador de Chaste, dos franceses e ingleses, mas também certificavam a ausência da maior parte do corpo de reserva e a desordem que nele havia.
Em consequência do que persuadiam a uma pronta retirada, porque já o inimigo os vinha cercando, sem remédio algum de se opor a tamanha força com só 2 000 homens, que tantos existiam ali dispostos a morrer pela sua independência, e para mais tendo perdido o seu valente general, António da Silva.

### Debandada das forças portuguesas
Em tal extremidade devia o conselho ser breve; e ainda que alguns eram de parecer vendessem aos castelhanos bem caras as vidas, certos de que o marquês levaria tudo a ferro e a fogo pelas ofensas e danos que lhe haviam causado, não faltaram os clamores de muitas mulheres, de filhos e parentes, que altamente gritavam aos seus para que se retirassem a suas casas a cuidar das vidas e fazenda.
Igual serviço prestou naquela hora um religioso da Trindade, o qual, ferido e maltratado em cima de um cavalo, requeria em altas vozes, pelo amor de Deus, que não aguardassem mais ali, pois estavam já cercados, que o marquês era cristão, e El-Rei Filipe muito católico, e lhes havia perdoar, por ser isto ordem e estilo entre os reis cristãos. Com tais e tão fortes argumentos se resolveram os portugueses a retirada.
Tão rápida havia sido a marcha dos castelhanos sobre os nossos, que não houve já outro remédio, senão romper e avançar por entre eles com muitas mortes de parte a parte. Estando, porém, muito longe da estrada, e sendo altas as paredes dos cerrados, não podiam retirar-se, especialmente a cavalaria, que foi inteiramente derrotada. 
Imediatamente caiu nas mãos do inimigo a artilharia de campanha, com a qual os portugueses foram carregados e perseguidos; e assim a infantaria, as mulheres e os filhos dos soldados, que ali haviam ido de noite chamar os seus pelas notícias que tinham a respeito do conde, quase todos experimentaram o rigor das armas castelhanas, e acabaram uns defendendo-se valorosamente, outros cedendo à violência das feridas que receberam; sendo as terras e Pico das Contendas o teatro sanguinolento desta batalha.
Estes campos, semeados de balas, juncados de cadáveres dos vencedores e dos vencidos, adquiriram neste dia, por mais um motivo, a perpetuidade do nome com que vulgarmente são conhecidos.

### Derrota dos defensores da ilha
Ficaram em fim vencidos os terceirenses, porque a vitória se declarou a favor do número e não do valor; mas nem por isso desfaleceram, antes como leais mostraram a constância de bons vassalos, com o crédito de não serem vencidos do interesse, que a mãos largas lhes oferecia El-Rei Filipe: entregou-os sim o desfalecimento e cobardia do conde Manuel da Silva; e por esta forma poderiam dizer afoitamente: — “Perdeu-se tudo, menos a honra!” . Valorosos, resolutos, e sobretudo fiéis aos seus soberanos, lutaram muito tempo os terceirenses com a Espanha inteira e suas armadas, para se não curvarem ao jugo, sendo necessário para os submeter toda a ciência e valentia do marquês de Santa Cruz e as forças colossais do seu comando .

## Tomada da Vila de São Sebastião
Posto em marcha e exército do marquês, entra na vila de São Sebastião, entre a qual e o mar se havia dado aquela sanguinolenta batalha. Lembrados os castelhanos da mortandade que no ano antecedente ali tinham sofrido, e não achando gente, vingaram-se em saqueá-la totalmente , e nisto se demoraram algum tempo, enquanto se lhe não veio reunir a divisão que fora em seguimento dos fugitivos comandados pelo comendador de Chaste, o qual se retirou para o forte de São Sebastião no Porto Novo, de que ainda estava de posse os portugueses: afugentado daquele ponto, e de alguma forma maltratado, cuidou também de afastar de si a crueldade dos espanhóis, marchando a recolher-se no lugar da Agualva (mais de 4 léguas distante), procurando assim meios de tornar vantajoso o seu partido com os castelhanos, ou seguir a última sorte das armas.

## A ocupação e saque de Angra
Havendo o repousado, e feito dar sepultura aos mortos, no mesmo dia 27 de Julho de 1583, pouco lhe importando a retirada dos fugitivos para a banda da Praia, marchou o marquês de Santa Cruz sobre a cidade de Angra. 
Na sua retaguarda vinham os soldados do exército e da armada saqueando tudo o que encontravam casas, nas estradas e nos campos; levando diante de si os móveis que lhe agradavam, semoventes, escravos de todos os sexos e prisioneiros com o intuito de negociarem com o seu resgate.

### Entrada das tropas castelhanas em Angra
A entrada do marquês de Santa Cruz na cidade de Angra foi precedida de um sucesso bem singular e desastroso; o vem a ser que, pouco antes de ele chegar, indo o capitão Miguel da Cunha sobre o vale de Estêvão Ferreira com a sua gente reunir-se ao exército da ilha, sem que ainda constasse estar desbaratado, lhe disseram, pelo contrário, que os castelhanos tinham sido derrotados e que já sem remédio algum se haviam retirado para bordo da sua armada, havendo o marquês perdido todas as esperanças de conquistar a ilha e que todos os soldados que vinham pela estrada adiante (apareciam então as guardas avançadas do exercito inimigo) iam recolhendo-se a suas casas vitoriosos.
Do que não duvidando o dito capitão, por ser isto o que muito ele desejava, cheio do maior entusiasmo retrogradou a marcha e entrando pela cidade abaixo dizia em altas vozes: — Vitória, vitória!
Engano fatal na verdade, que foi causa da prisão e morte de muitas pessoas, que não podendo já desviar-se dos castelhanos, caíram nas suas mãos, ficando uns prisioneiros e outros mortos.

### O saque da cidade
Achava-se então a cidade e toda a ilha próspera e rica, em razão de nunca ter havido nela saque nem invasão de inimigos, e porque os moradores não haviam escondido coisa alguma, temendo incorrerem nas penas de traidores, e lhes serem tomadas suas fazendas para os delatores, cujo número em toda a parte era grande.
Assim, entrando o exército pela cidade sem resistência alguma, por se terem ausentado os seus habitantes para o interior da ilha, nela deu saque por três dias ; primeiro os soldados, logo a maruja, e finalmente os turcos e a canalha que vinha nas galés, os quais até os ferrolhos das portas arrancavam, quando não achavam outra coisa, forçando aquelas que achava fechadas, abrindo-as a golpes de machados e com os malhos dos cinco ferreiros que naquele havia na Rua da Guarita , da parte do nascente, por onde o exército entrara.
Tudo quanta há de mais cruel e horroroso neste género, experimentavam os infelizes Angrenses da mão do fero vencedor naquele infausto dia 27 e nos imediatos 28, 29 e 30 de Julho de 1583, dias que na verdade foram do maior luto, pranto e horror que tem visto a ilha Terceira.
Os poucos habitantes que na cidade havia andavam como pasmados, sem tino algum do que faziam; nem suas fazendas, nem as mulheres e filhos lhes importavam; e uns, para escaparem com a vida, recolherem-se aos lugares mais imundos e desprezíveis; estes fugiam para os campos e matos que mais depressa lhes era possível ganhar; aqueles inadvertidamente se ofereceram às mãos do inimigo, que nem por isso lhes poupou as vidas; e finalmente todos eles sofreram o jugo e o desprezo que o desejo da vingança arrasta ordinariamente sobre um povo conquistado à força de armas.

### Desavenças e desordem entre os saqueadores
Não deixaram também de haver muitas desavenças entre os soldados da armada a respeito das coisas saqueadas; e porque sem ordem foram muitos deles pelos natos a buscar gente, gados e escravos, de forma que, chegando alguns onde estava maior número de portugueses, os não deixavam estes com vida.
Ainda depois dos três dias de rigoroso saque não cessou a pilhagem, principalmente em uma parte da ilha nos primeiros dez dias; e bem se poderia dizer que esta foi revirada de baixo para cima, apesar das apertadas ordens do marquês para que se restabelecesse a ordem; porém, em parte foi pior o remédio do que o mal, porquanto, temendo os soldados o serem descobertos nos roubos que faziam, e por isso castigados com maior rigor, por saquearem depois dos três dias, matavam os espoliados, enforcavam e matavam muitas mulheres que lhes não davam liberdade para satisfazer seus apetites.
Aos franceses que estavam fora da cidade não davam quartel, pelo muito ódio que lhes tinham; de modo que, encontrando-os em alguma parte, ou nos hospitais curando-se, os acabavam de matar.
Não se pode assaz descrever o incómodo e o péssimo cheiro que havia na cidade naqueles dias, procedido das rezes mortas, porcos e outros animais, do que resultava um cardume de moscas de toda a casta, tão aborrecidas como perigosas.
Igualmente se encontravam pelas ruas muitas pessoas mortas, a quem os espanhóis até haviam tirado os próprios vestidos. Fizeram-se muitos resgates de pessoas à custa de grandes somas de dinheiro; e a outras mataram e enterraram em suas próprias casas e quintais, como também fizeram àquele Diogo Dias, que, como dissemos, se lançou no arraial do marquês a certificá-lo da retirada do conde D. Manuel da Silva Coutinho, por ser esta uma necessária recompensa do serviço que ele fez contra a sua pátria; e muitos outros homens não apareceram jamais, nem vivos nem mortos.
Meteu-se o marquês de posse dos castelos e fortes da cidade; e, abertos os cárceres e prisões, saiu deles um grande número de pessoas, das quais parte se achava ali por segurança de seus crimes, e tinham acusador em juízo; outros estavam presos por motivos políticos; e muitos deles, como sempre acontece em semelhantes ocasiões, por acusações a vinganças particulares.
Pouco tempo depois entraram no porto as galés e saquearam todos os navios que nele estavam, a saber 15 navios, 4 galeras, 5 caravelas e outros baixéis; e tomou 91 peças de bronze e de ferro nos redutos da cidade; e 7 no castelo de São Sebastião.
Ao segundo dia do saque, por denúncia que lhe fizeram homens da ilha, e outros naturais dela que vinham na armada, e que não pouparam ocasião oportuna de se vingar, mandou o marquês sair de mosteiro de São Gonçalo, a muitos homens e escravos parciais amigos de El-Rei D. António I que ali estavam escondidos, e os fez recolher à cadeia até segunda ordem; porém os escravos, que eram todos em número de 100, excepto alguns que ficaram escondidos, os tomou para si, e por seus foram embarcados.
O mesmo se fez no mosteiro da Esperança, onde alguns dos refugiados foram presos e levados às galés, por não lhes aproveitar a imunidade da igreja em que se esconderam; e porque as religiosas deste convento eram parciais de D. António, por isto se não perdoou aos que se haviam acolhido à igreja deste mosteiro.

### Planos para iniciar a resistência armada
No dia 30 de Julho, continuando o saque da ilha, achava-se muita gente da capitania de Angra retirada na parte da Praia; e assim também estavam os moradores desta capitania atemorizados do que ouviam, receando igual sorte que os da cidade, onde se achavam os castelhanos dispersos e distraídos na pilhagem, esquecidos das armas, de forma que parecia muito fácil subjugá-los.
Então planearam que ajuntando-se naquela capitania os 5 000 homens que na ilha havia capazes de pegar em armas, podiam acometer os castelhanos na madrugada do primeiro de Agosto, pela parte do poente, por onde os castelhanos não podiam suspeitar ser atacados; que então, acudindo ali o marquês, deixaria descoberta a parte de levante, pela qual os da ilha poderiam ganhar-lhe a cidade e tomar-lhe as fortalezas, ou, no último caso, vender-lhe bem caras as próprias vidas.
Isto assim pensado entre os capitães portugueses, foram consultá-lo com o comendador de Chaste e com o mestre-de-campo Caravaque, os quais, se haviam retirado à freguesia de Nossa Senhora de Guadalupe da Agualva, entrincheirando-se no sítio dos moinhos, com o fim do reunir os portugueses dispersos, e com eles renovar o combate ou capitular vantajosamente.
Proposto assim o negócio em conselho de guerra, pareceu muito acertado aos capitães franceses e ingleses; e consultando sobre o modo por que se havia dar o assalto, e a tudo assistiram e intervieram as capitães da ilha, votando pelo projecto sem discrepância alguma.

### Traição e rendição das forças afectas à causa de D. António
Porém não havia em todos a mesma sinceridade, porque um deles, cujo nome ficou em esquecimento, consultando unicamente os meios da remir sua vida e fazenda sem guerra, saiu furtivamente para a cidade, e foi descobrir ao marquês tudo quanto presenciara em conselho; o que ele muito lhe agradeceu, perdoando-lhe desde logo as penas de rebelião em que incorrera antes disso.
Em consequência desta denúncia, mandou o marquês imediatamente lançar bando pela ilha, com pena de morte, que a todos seus naturais perdoava o crime de rebelião, pelo que podiam recolher-se a suas casas, e cuidar dos seus bens e fazenda.
Da mesma forma perdoou aos soldados e os convidou a recolherem-se à cidade dentro dos três dias imediatos; e outrossim publicou que os capitães, alferes, sargentos e os oficiais de justiça se lhe viessem apresentar no mesmo prazo, porque lhes faria graça das vidas e fazenda; e que os franceses e ingleses lhe entregassem as bandeiras, instrumentos, armas e munições de guerra; e que lhes daria embarcações seguras para se embarcassem, seguindo para o seu reino viagem com mestres e pilotos de confiança.
Em observância dos pregões deste bando  que em toda a ilha foram divulgados, e de uma cópia enviada ao campo do comendador de Chaste, convocou este imediatamente conselho, composto de toda a oficialidade que estava debaixo das suas ordens, e ouvindo o mestre de campo Caravaque, e todos os mais capitães portugueses, concordaram unanimemente se capitulasse debaixo das condições oferecidas, vista a desigualdade das forças e achar-se descoberto o pano da reacção meditada, cujo delator alguns dias depois se denunciou. 
Foi encarregado daquela importante comissão, por parte dos espanhóis, D. Pedro Padilla, coronel de um regimento desta nação, por ser muito conhecido do comendador de Chaste.
Mostrou-se o marquês em extremo satisfeito com a resolução tomada pelos franceses, pois só desta forma se poderia evitar a grande efusão de sangue que de ambas as partes haveria; porém todos os oficiais e os mesmos soldados, assoberbados e desvanecidos com os sucessos passados, instavam para combater, negando dar quartel aos franceses, pela insolência de lhe resistirem sendo tão poucos.
O marquês, apesar de não condescender com eles nesta parte, contudo sempre se valeu disso para tornar mais rigorosas as condições da capitulação, a qual não assinou sem que primeiro lhe entregassem todas as armas, excepto as espadas.
Não perdoou também o marquês àqueles que dantes estavam presos; e vindo alguns moradores da ilha apresentar-se pouco a pouco, não deixava o auditor geral de processar e castigar os que tinha por culpados.
O comendador de Chaste e o mestre de campo Caravache, em companhia dos franceses e ingleses, na forma da capitulação ajustada, marcharam para a cidade de Angra no dia 31 de Julho e nela foram recebidos e tratados com a devida honra a suas pessoas. Parece que no dia 3 de Agosto embarcaram em quatro naus grandes, com os mantimentos necessários para a viagem, levando pilotos, mestres e marinheiros franceses; e dando à vela com vento favorável, em breve tempo chegaram a França.
Por efeito desta capitulação ficou o marquês na posse pacífica da ilha Terceira, removido para sempre o receio de contra ele se renovar o combate ainda que fosse possível ao conde Manuel da Silva retractar-se da sua extrema cobardia, reconciliar-se com os habitantes da mesma ilha, e com as fracções do seu exército oferecer-lhe uma nova batalha, ou ao menos impedir-lhe a comunicação com os campos: uma vez que se tinha perdido a artilharia e os franceses tinham saído para o seu reino, não havia que recear dos habitantes, já cansados, perseguidos e mortos, nem se esperavam socorros alguns de El-Rei D. António, de quem não havia notícia.

### Aposentadoria do marquês de Santa Cruz
Logo que o exército entrou a cidade, mandou o marquês pôr guardas nos conventos das religiosas, nos quais estavam recolhidas muitas pessoas, escravos e fazenda; e bem assim pôs guardas às portas das igrejas e conventos de frades, com ordem de não deixarem sair pessoa alguma naqueles três dias. 
No entretanto ele aposentou-se nas casas da matrona D. Violante da Silva do Canto, filha de João da Silva do Canto, e achando que ela estava recolhida a um convento, lá lhe mandou pôr uma guarda de duas companhias de soldados, para que estivesse em segurança; mandando-lhe também sequestrar toda a sua grande casa e riqueza de bens de todo o género. A sua casa, que serviu de aposentadoria ao marquês de Santa Cruz, ficava em plena Rua da Sé, onde hoje se situa a sede do Sport Clube Lusitânia.
Violante do Canto, que fora uma ardente apoiante de D. António, para cuja causa contribuíra com avultados financiamentos, foi levada para Castela e ali casada. A sua imagem foi recuperada pelo nacionalismo português, sendo em torno dela construído um mito de heroicidade semelhante ao de Brianda Pereira.

## Conclusão
Submetida a ilha Terceira, o marquês de Santa Cruz de Mudela enviou uma expedição para submeter as Ilhas de Baixo (isto é as ilhas para oeste da Terceira). Apenas a ilha do Faial resistiu, travando-se uma dura batalha de que resultaram mais de 100 mortos. O capitão-mor da ilha, que matara um emissário, foi barbaramente executado, dependurado por um braço. A 8 de Agosto de 1583 regressava à Terceira a força que fora enviada às restantes ilhas e dava-se por concluída a submissão dos Açores.
Nada mais faltava ao marquês de Santa Cruz para em tudo ser feliz e gloriosa a sua expedição contra a ilha Terceira, senão conseguir a prisão do conde Manuel da Silva Coutinho. E todavia inúteis seriam as grandes diligências com que por todas as partes o procurava, se por mais tempo ele pudesse andar vagabundo e disfarçado pela ilha, como andava, vestido à castelhana, metido entre os soldados do exército que o procuravam, perguntando ele próprio onde estaria o conde e se o conheciam.
Desta forma disfarçado, caminhava em certo dia numa escolta de soldados para a cidade no intento de se embarcar na armada, e passar nela até se poder evadir com segurança; eis que encontrando-se com esta outra escolta de soldados que levava presa uma mulata, e queixando-se o capitão daquela de não achar o conde a quem procurava havia alguns dias, então a mulata, chamando-o de parte e em segredo, lhe perguntou que lhe daria se ela lhe desse preso o conde, pois bem sabia os prémios que o marquês prometera a quem o entregasse; e respondendo o capitão que a vida e a liberdade lhe daria e meios de que vivesse, incontinente a mulata, não querendo perder a ocasião de fazer a sua fortuna, pegando na fardeta do conde (não obstante o sinal que este lhe fazia para que o não descobrisse) e voltando-se para aquele lhe disse: — Capitão vedes aqui o conde Manuel da Silva!.
Preso Manuel da Silva e as principais figuras apoiantes de D. António, procedeu-se ao seu julgamento sumário, sendo a maioria condenada à morte. Manuel da Silva foi decapitado. A maioria foi enforcada, ficando os corpos a apodrecer em forcas colocadas sobre o Monte Brasil como aviso ao povo da cidade.
A 11 de Agosto de 1583 foi aclamado o novo Rei seria em todos os concelhos das ilhas, terminando assim quase três anos de resistência. Com este juramento ficou também oficialmente terminado o curto reinado de D. António I.
Concluída a submissão das ilhas, a 20 de Agosto embarcou-se o marquês de Santa Cruz D. Álvaro de Bazán, deixando na ilha 2 000 soldados de presídio, a cargo do governador Juan de Urbina, e por capitães ficaram um sobrinho do dito marquês, chamado D. Pedro de Bazán, e os capitães Pedro Ximenes de Herédia, António da Rocha, Francisco de Veja, Martim de Aveira, Diogo Soares, D. Cristóvão de Acuña, D. António, o capitão Angel, Cristóvão de Paz, o capitão Arosco, e Guedaco da Veiga, os capitães Rosa e Pacheco e outros mais; e por sargento-mor ficou Lopo de Toxada. Deixou também escrivão, meirinho e auditor.
Na armada levou como prisioneiros, ou reféns, membros de todas as famílias influentes da ilha. Deu à vela com a armada enriquecida dos despojos da ilha, que deixou saqueada e seus habitantes uns mortos, outros feridos, e a maior parte desgraçados, sem terem ao menos uma cama em que dormir, iniciando de forma trágica um período de 60 anos de governo castelhano.